# Brahim Zaari
Brahim Zaari (Schaijk, 12 oktober 1989) is een Nederlands-Marokkaans voormalig doelman. Hij speelde onder andere voor FC Den Bosch en FC Eindhoven.

## Carrière
Hij debuteerde tijdens het seizoen 2007-2008 in het betaald voetbal bij FC Den Bosch. Tijdens de 24e speelronde van dat seizoen viel hij in de 89e minuut in voor de geblesseerde John Vos in de wedstrijd tegen Helmond Sport. Hij was op dat moment nog een A-junior. Tijdens het seizoen 2007-2008 was hij achter Niki Mäenpää, Gino Coutinho en John Vos de vierde keeper bij de Bosschenaren. Het seizoen erna was hij eerste keus. In het seizoen 2010-2011 verloor hij na de winterstop zijn plek aan de van FC Utrecht gehuurde Wesley de Ruiter. Voor FC Den Bosch een reden om hem, ondanks een doorlopend contract tot juli 2013, te laten weten dat hij mag uitzien naar een andere club.
Op 26 juni 2011 tekende hij een tweejarig contract bij FC Eindhoven.  In augustus 2013 tekende hij bij Raja Casablanca. Die club verliet hij in december 2014.
In de zomer van 2015 sloot hij aan bij VV Gestel. Vanaf het seizoen 2016/17 speelt Zaari voor Blauw Geel '38. Per 2019/20 is Zaari gestopt met voetbal en heeft hij zich gericht op een maatschappelijke carrière.

## Clubstatistieken
| Seizoen | Club            | Land      | Competitie     | Wedstrijden | Doelpunten |
| ------- | --------------- | --------- | -------------- | ----------- | ---------- |
| 2007/08 | FC Den Bosch    | Nederland | Eerste divisie | 3           | 0          |
| 2008/09 | FC Den Bosch    | Nederland | Eerste divisie | 31          | 0          |
| 2009/10 | FC Den Bosch    | Nederland | Eerste divisie | 37          | 0          |
| 2010/11 | FC Den Bosch    | Nederland | Eerste divisie | 20          | 0          |
| 2011/12 | FC Eindhoven    | Nederland | Eerste divisie | 0           | 0          |
| 2012/13 | FC Eindhoven    | Nederland | Eerste divisie | 18          | 0          |
| 2013/14 | Raja Casablanca | Marokko   | Botola Pro     | 0           | 0          |
| 2015/16 | VV Gestel       | Nederland |                |             |            |
| 2016/17 | Blauw Geel '38  | Nederland |                |             |            |
| 2017/18 | Blauw Geel '38  | Nederland |                |             |            |
| 2018/19 | Blauw Geel '38  | Nederland |                |             |            |
| Totaal  |                 |           |                | 109         | 0          |